# Nils Zumbeel
Nils Zumbeel (* 19. Januar 1990 in Meppen) ist ein deutscher Fußballtorwart.

## Karriere
Im niedersächsischen Meppen geboren, begann Zumbeel seine Karriere beim dortigen SV Meppen. Er wechselte noch in der Jugend zum VfL Osnabrück. Für Aufsehen sorgte Zumbeel am 8. März 2009 (17. Spieltag), als er für die U-19-Mannschaft des VfL bei der U-19 des FC Carl Zeiss Jena in der 44. Minute das Tor zum 1:1-Endstand erzielte. In der folgenden Spielzeit wurde er in die erste Mannschaft aufgenommen und offiziell als dritter Torhüter geführt, spielte aber als Stammtorwart der zweiten Mannschaft des VfL Osnabrück. Am Ende der Saison 2009/10 stand der Aufstieg in die 2. Bundesliga. Zeitgleich stieg Zumbeel mit der zweiten Mannschaft von der Oberliga Niedersachsen West über die Relegation in die eingleisige Oberliga Niedersachsen auf. In der Zweitliga-Spielzeit 2010/11 stand Zumbeel in der Hierarchie der Torhüter hinter Stammtorwart Tino Berbig und Ersatzmann Manuel Riemann an dritter Stelle. Die Mannschaft belegte zum Ende der Saison den 16. Platz, worauf sie in der Relegation an Dynamo Dresden scheiterte, sodass der sofortige Wiederabstieg feststand.
Als Berbig den Verein zur darauffolgenden Saison in Richtung Jena verließ, wurde Manuel Riemann Stammtorhüter und Zumbeel sein Ersatzmann. Als Riemann wegen Problemen im Handgelenk ausfiel, bekam Zumbeel bei der 0:2-Auswärtsniederlage gegen den FC Carl Zeiss Jena am 7. April 2012 (33. Spieltag) seinen ersten Profieinsatz.
Seit August 2014 spielt Zumbeel beim Regionalligisten VfV 06 Hildesheim.